# Lowaige
Pour les articles homonymes, voir Lauw.
Lowaige,,, en néerlandais et en allemand Lauw, est une section de la ville belge de Tongres-Looz située en Région flamande dans la province de Limbourg. C'était une commune à part entière avant la fusion des communes de 1977.

## Démographie

### Évolution démographique
- Sources : INS, Rem. : 1831 jusqu'en 1970 = recensements, 1976 = nombre d'habitants au 31 décembre[5].